# Большая Петровка
Большая Петровка — деревня в Кесовогорском районе Тверской области. Входит в состав Феневского сельского поселения.

## География
Находится в юго-восточной части Тверской области на расстоянии приблизительно 25 км на восток по прямой от районного центра поселка Кесова Гора на левом берегу речки Корожечна.

## История
Деревня показана еще на карте 1798 года как поселение Петровка с 8 дворами. Входила в состав Ярославской губернии.

## Население
Численность населения: 9 человек (русские 100 %) в 2002 году, 24 в 2010.